# Leptanilla nana
Leptanilla nana is een mierensoort uit de onderfamilie van de Leptanillinae. De wetenschappelijke naam van de soort is voor het eerst geldig gepubliceerd in 1915 door Santschi.